# Argyropelecus hemigymnus
O peixe-machadinha (Argyropelecus hemigymnus) é uma espécie de peixe que mede entre 3 e 3.9 centímetros, vivendo em profundidades que variam entre 250 e 600 metros.

## Tamanho e idade
Comprimento máximo: 3.9 cm; idade máxima : 1 ano 

## Habitat
Marinho; batiplágico; vive entre as profundidades de 0 a 2400 m, sendo que normalmente vive entre os 250 e os 600 m. Latitude 60°N - 56°S 

## Descrição
Espinhas dorsais: 0; raios dorsais moles: 8 ou 9; espinhas anais 0; raios anais moles: 11 ou 12; vértebras entre 36 e 39. Raios branquióstegos: 10. Corpo de cor prateada brilhante; corpo e tronco com coloração escura à noite. 

## IUCN Red List Status
Pouco preocupante 
Referências (internet)
http://species-identification.org/species.php?species_group=fnam&id=1363
http://www.marinespecies.org/aphia.php?p=taxdetails&id=127309
http://fishbase.sinica.edu.tw/summary/speciessummary.php?id=6968
http://skaphandrus.com/pt/marine_species/info/species/Argyropelecus_hemigymnus